# بينايا غانيلو
بينايا غانيلو (بالإنجليزية: Penaia Ganilau)‏ (و. 1918 – 1993 م) هو سياسي من فيجي
توفي في واشنطن العاصمة.